# James Herring (Maler)
James Herring (* 12. Januar 1794 in London; † 8. Oktober 1867 in Paris) war ein US-amerikanischer Porträtmaler, Kupferstecher, Galerist, Buch- und Kunsthändler. In New York City, wo er den größten Teil seines Lebens wirkte und zu den Gründern der American Art-Union gehörte, engagierte er sich auch in der Freimaurerei.

## Leben
Geboren in London kam James Herring im Jahr 1805 nach New York, wohin sein Vater, der republikanisch gesinnte Lehrer James Herring, 1804 aus England ausgewandert war und als Brauer und Schnapsbrenner in der Bowery von Manhattan lebte. Herring beendete seine Schulausbildung auf einer Akademie in Flatbush, Kings County auf Long Island, wo er seine Schulkameraden im Zeichnen übertraf und den Gedanken entwickelte, ein Maler zu werden. Zur Unterstützung seines Vaters begann er jedoch zunächst eine Arbeit in dem Geschäft seines Vaters, das allerdings 1812 im Zusammenhang mit wirtschaftlichen Folgen des Britisch-Amerikanischen Kriegs scheiterte.
Dann begann er, mit dem Kolorieren von Drucken und Landkarten Geld zu verdienen, zeitweise zusammen mit dem Maler John Wesley Jarvis. 1812 heiratete er; das Paar bekam mehrere Kinder. 1814 starb sein Vater, dessen Tod ihn mittel- und erwerbslos machte. Angeregt durch das Vorbild seines New Yorker Nachbarn, des Antiquars, Bibelkritikers und Freimaurers John G. Eitchorn, wurde er 1816 Mitglied der Solomon’s Lodge, einer Freimaurerloge in Somerville, New Jersey. Ab den 1820er Jahren war er Freimaurer verschiedener Logen in New York, in denen er führende Ämter bekleidete und in späteren Jahren Kontakte zur Logen in Schottland, Preußen, Frankfurt am Main, Hamburg, Sachsen, der Schweiz, Frankreich und den Niederlanden aufbaute.

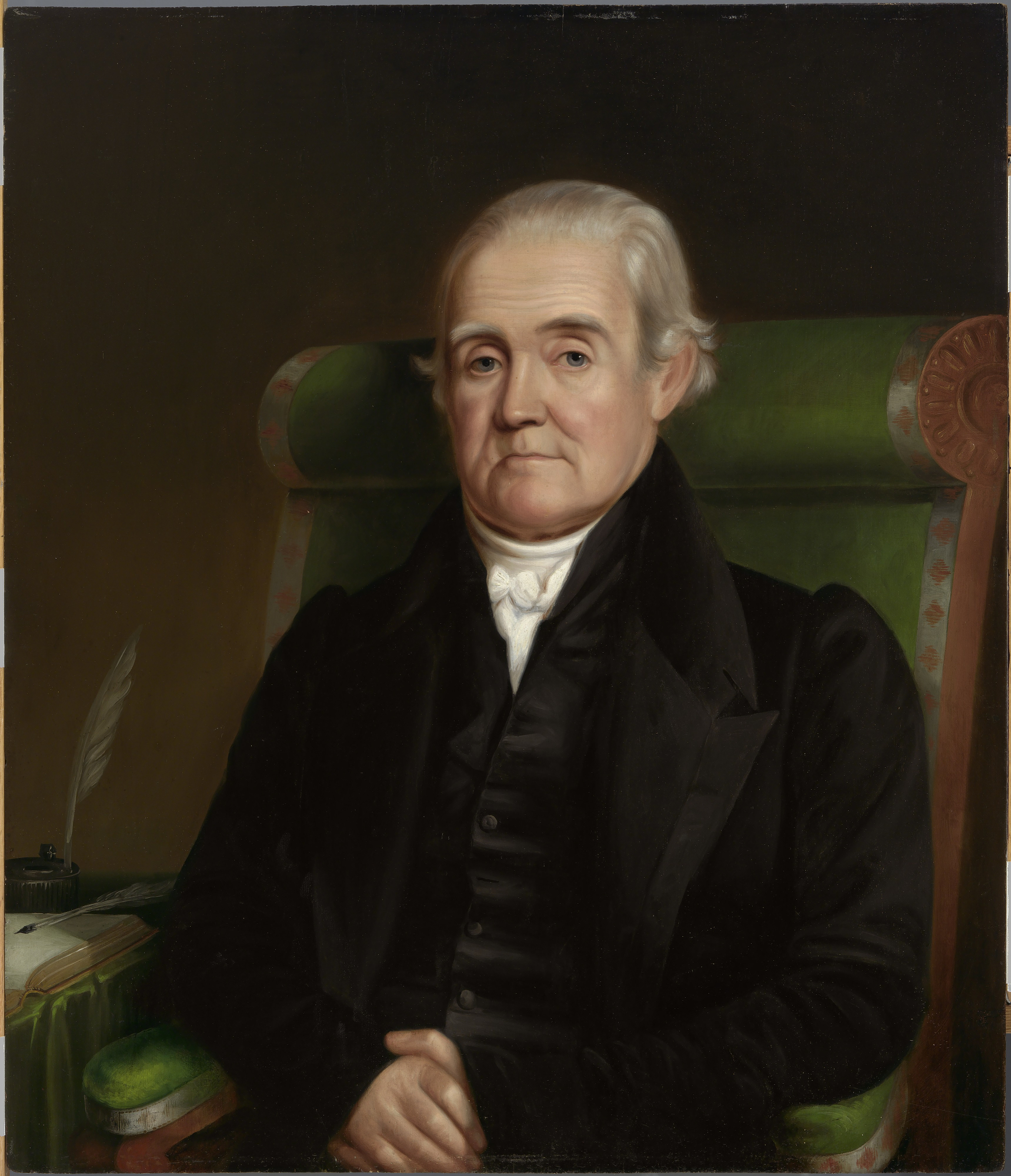
Porträt des Lexikografen und Rechtschreibreformers Noah Webster, 1833, National Portrait Gallery (Washington)

Eine Weile lebte er als Selbständiger mit einem Geschäft für Drucke und Karten in Philadelphia. Bald zog er in den Staat New Jersey und begann, sich als Bildnismaler zu entwickeln. Nach einer Zeit, in der er sich im Gebiet zwischen New Brunswick und Easton als ein gefragter Porträtist durchgesetzt hatte, kehrte er nach New York zurück und ließ sich am Chatham Square als Porträtmaler nieder. Er gab dort auch Unterricht; William Page war einer seiner Schüler. 1821 wurde sein Sohn Frederick William († 1899) geboren, der später bei seinem Vater und bei Henry Inman Malerei studierte und ebenfalls ein Porträtmaler wurde. Porträts, die Herring von Henry Lee III, James Monroe und Noah Webster schuf, wurden in die Sammlung der National Portrait Gallery Washington aufgenommen.
1834 gab Herring mit dem Stecher James B. Longacre die Serie National Portrait Gallery of Distinguished Americans heraus, die 1839 mit dem vierten Band abgeschlossen wurde. Ferner baute er eine Leihbücherei und ein Geschäft für Bücher und Drucke auf.
Als Sekretär der American Academy of Fine Arts hatte er intensiven Kontakt zur Kunstszene der Stadt. 1838 eröffnete er an dem Sitz seiner Leihbücherei am Broadway eine Kunstgalerie namens Apollo Gallery. Diese Galerie stellte er 1839 der Apollo Association zur Verfügung, einem Kunstverein, der sich bald American Art-Union nannte und dessen Management er selbst angehörte.
Herring starb 73-jährig auf einer Reise in Paris. Seine sterblichen Überreste wurden nach New York gebracht, wo sie am 27. Oktober 1867 auf dem Green-Wood Cemetery bestattet wurden.